# Loxosceles cardosoi
Espèce
Loxosceles cardosoi est une espèce d'araignées aranéomorphes de la famille des Sicariidae.

## Distribution
Cette espèce est endémique de Bahia au Brésil,. Elle se rencontre à Carinhanha à 496 m d'altitude dans la grotte Gruna da Altina.

## Description
Le mâle holotype mesure 7,54 mm et la femelle paratype 9,15 mm.

## Étymologie
Cette espèce est nommée en l'honneur de João Luiz Costa Cardoso.

## Publication originale
- Bertani, Schimonsky, Gallão & Bichuette, 2018 : Four new troglophilic species of Loxosceles Heinecken & Lowe, 1832: contributions to the knowledge of recluse spiders from Brazilian caves (Araneae, Sicariidae). ZooKeys, no 806, p. 47-72 (texte intégral).